# باشگاه فوتبال خوقند ۱۹۱۲
باشگاه فوتبال خوقند ۱۹۱۲ (ازبکی: Qoʻqon 1912 futbol klubi / "Қўқон 1912" футбол клуби) باشگاه فوتبالی است که در سال ۱۹۱۲ در خوقند، ازبکستان تأسیس شده‌است و در حال حاضر در لیگ برتر فوتبال ازبکستان حضور دارد.
این تیم که پس از آخرین صعودش از سال ۲۰۱۵ در لیگ برتر حضور دارد معمولاً در میانه جدول قرار می‌گیرد و تا کنون بهترین رتبه‌اش پنجم جدول در سال‌های ۱۹۹۴ و ۲۰۲۰ بوده‌است.